# Enn Sarap
Enn Sarap (* 1. September 1945 in Valga; † 6. Dezember 2019 in Tallinn) war ein estnischer Politiker und Unternehmer. 1992 war Sarap estnischer Transport- und Verkehrsminister in der kurzlebigen (Übergangs-)Regierung von Ministerpräsident Tiit Vähi.

## Leben
Enn Sarap beendete 1964 die Schule in seiner südestnischen Heimatstadt Valga. Er schloss 1969 sein Studium am Polytechnischen Institut in Tallinn (heute Technische Universität Tallinn) als Feinmechaniker ab.
Von 1969 bis 1973 war er als Chefmechaniker in Valga tätig. Von 1973 bis 1977 war er Chefingenieur einer Transporteinheit in Paide (Paide Autobaas) und von 1979 bis 1989 deren Direktor. Von 1989 bis 1992, in der Zeit der Loslösung Estlands von der Sowjetunion, war Sarap erster stellvertretender Transportminister der Estnischen SSR.
Vom 30. Januar bis zum 21. Oktober 1992 war Sarak Transport- und Verkehrsminister in der demokratischen (Übergangs-)Regierung von Ministerpräsident Tiit Vähi, die hauptsächlich aus Technokraten bestand.
1993/94 war Sarap stellvertretender Direktor des Staatsunternehmens Tallinner Hafens und von 1994 bis 1999 Vorstandsvorsitzender und Generaldirektor des wichtigsten estnischen Hafens. Ab 2000 war er als Unternehmer und Investor in der Privatwirtschaft tätig. Er starb im Alter von 74 Jahren in Tallinn.

## Privatleben
Enn Sarap feierte in den 70er und 80er Jahren auch als Rallye-Fahrer Erfolge.
Er war ab 1968 mit Elve Sarap verheiratet. Seine zweite Ehefrau Ruth Martin war bis 2001 Staatssekretärin (kantsler) im estnischen Verkehrsministerium.